# NGC 1796B-1
NGC 1796B-1 (другие обозначения — ESO 119-37, IRAS05073-6115, PGC 16787) — галактика в созвездии Золотая Рыба.
Этот объект не входит в число перечисленных в оригинальной редакции «Нового общего каталога» и был добавлен позднее.